# António Manuel Ribeiro
António Manuel Ribeiro Alves nasceu em Almada no dia 2 de agosto de 1954. É um músico, cantor, poeta e líder da banda portuguesa de rock UHF. Compositor da maioria dos temas editados, quer a solo quer com a banda, abraçou também os livros e as canções com a sua poesia. Tornou-se num dos melhores poetas-rock, podendo ser considerado o fundador desse movimento em Portugal.

## De estudante ao primeiro emprego
Estudou no liceu em Almada onde foi sempre um aluno exemplar. Após terminar o 5º ano do liceu (atual 9º ano) teve de escolher entre a área de letras e a de ciências, tendo optado por ciências por influência de seu pai. Continuou os estudos no liceu D. João de Castro em arquitetura, mas a literatura, a poesia e os textos que ia escrevendo levaram-no a mudar-se para letras mesmo repetindo o ano e tendo também jeito para o desenho. José Barata Moura foi um dos seus professores. No ano de 1975 vivia bem graças à pintura. Tinha sido no início da adolescência que se tinha apercebido da vocação para a música. Aproveitando o jeito para a marcenaria, construiu a sua primeira guitarra.
| “ | A primeira vez que senti que queria ser músico devia ter uns 14 anos. Tinha descoberto o Alvin Lee com o "Love Like a Man ", nas fotos ele aparecia com uma Gibson ES-335 e eu decidi fazer uma guitarra igual. Eu era um aluno excelente a matemática e a desenho, com as fotos como referência comecei a desenhar a guitarra. Media o dedo dele, media o meu dedo e fazia os cálculos para chegar ao tamanho correto. Dessa forma construí três guitarras, não a parte eléctrica, mas toda a parte de madeira. | ” |

 Depois de ultrapassada a agitação social e política da Revolução de Abril, entrou na faculdade de Direito no pior ano, exatamente em 1975. Manteve-se como pôde aquém da violenta disputa entre os partidos PCP e MRPP, até que, dois anos depois, se fartou da volatilidade do Direito, atravessou o relvado da Aula Magna e subiu a escadaria da Faculdade de Letras. Foi aluno de Urbano Tavares Rodrigues.
Consegue, em 1976, um estágio no jornal Record, onde rapidamente passou de correspondente a repórter mal remunerado. Durante alguns anos conciliou o estágio profissional com a pintura e os concertos que ia dando com a sua banda de covers nos bares e bailes da grande Lisboa. O seu filho António nasce em Fevereiro de 1976. Nesse ano começa a trabalhar também na secretaria da Câmara Municipal de Almada.
Abandonou a faculdade em 1979, por conta das várias adversidades dos concertos, dos filhos nascidos e do jornalismo, que o impediam de rumar a horas incertas até à cidade universitária. Inscreveu-se na Sociedade Portuguesa de Autores em 1979, pela mão do padrinho, António Machado, que era ator. Entrou com a aprovação de uma análise de poemas que tinha feito, mas depressa passou a registar as suas canções.
Incapaz de conciliar o trabalho na Câmara Municipal sai em 1980, com licença sem vencimento, para nunca mais regressar à edilidade. A música palmilhava o caminho. Vivia-se uma grave crise social e financeira no início da década de 1980 e o Fundo Monetário Internacional "piscava o olho" a Portugal. A instabilidade social num pais que teimava em não atualizar-se provocavam nos jovens gritos de revolta manifestados, também, através da música. Eram necessárias canções que falassem desses temas, dos problemas das pessoas. António Manuel Ribeiro passou brevemente pela política, como independente e humanista, mas cedo apercebeu-se do deserto das ideias de quem geria os partidos.

## Início de uma carreira
A inclinação para a música levou António Manuel Ribeiro a convidar os amigos Carlos Peres, no baixo, e Alfredo Antunes, na bateria, para formar os Purple Legion, em 1976, que tocavam em bailes one faziam versões de canções, que era o habitual no panorama musical português dessa época.

Purple Legion, primeira banda de António Manuel Ribeiro em 1976.

 António Manuel Ribeiro estendeu o convite a um guitarrista brasileiro para partilhar a vocalização dos temas nos diversos estilos musicais. O nome da banda era inspirado no épico tema "Celebration of the Lizard", dos Doors, e foi com essa formação que o futuro próximo dos UHF se começava a desenhar. Alfredo Antunes sai devido a divergências e mais tarde seria depois o primeiro baterista dos Iodo. Entra Américo Manuel para baterista e seria ele a gravar o Jorge Morreu, o primeiro disco dos UHF. Considera que deram um salto qualitativo enorme pois Américo era um grande baterista, mas também um grande guitarrista. E isso levou os músicos a evoluir." 

No final de 1977 começaram a fazer os primeiros temas inéditos. Mudam o nome da banda para À Flor Da Pele e depois, já com Renato Gomes na guitarra, para UHF. Na época as dificuldades eram tremendas pois não havia salas nem existia um circuito de espetáculos onde os grupos se pudessem mostrar. Os rapazes de Almada foram influenciados pelo punk rock, que estava a emergir em Inglaterra e nos Estados Unidos. O punk veio trazer uma lufada de ar fresco, garantir que não era preciso grandes equipamentos. 
| “ | Era até frustrante olhar para um palco, na primeira metade dos anos 70, e ver as montanhas de equipamento a que nunca poderíamos ter acesso (...) | ” |

 Afinal era possível, também em Portugal, fazer música utilizando apenas duas guitarras, uma bateria e um microfone.
Estavam, portanto, criadas as condições para que os UHF começassem a transformar sonhos em discos e canções. Realizaram o primeiro concerto no Bar É, em Lisboa, no início de novembro de 1978, fazendo a primeira parte dos Faíscas. Perante a dificuldade em encontrar locais para tocarem em Almada, resolveram organizar uma série de eventos num local perto do rio Tejo, chamado Canecão, de forma a dinamizar a zona. Fizeram concertos durante um ano e tal, nos anos de 1978 e 1979 onde tiveram várias bandas convidadas. Começaram assim a construir um circuito e um mercado que não existia.
Foram convidados pela editora Metro-Som e lançaram o primeiro disco, Jorge Morreu, em outubro de 1979, sem contrato assinado e com pouca promoção. Seguiu-se a primeira digressão nacional a sério, fora dos bailaricos tradicionais, encetada por uma banda portuguesa. Lançam com grande sucesso o single "Cavalos de Corrida" e os discos "À Flor da Pele" e "Estou de passagem". Colabora também no álbum No Sul da Europa (1982) dos Opinião Pública.[carece de fontes?]
No final do ano de 1984 participou na versão portuguesa da compilação Abbacadabra, lançada pela editora Rádio Triunfo com quem gravavam na altura.[carece de fontes?] Trata-se de um conto musical para crianças com versões das canções dos ABBA e onde António M. Ribeiro interpretou a personagem “Principezinho”.
O projeto com Lena d´Água em que a cantora iria interpretar temas de António Manuel Ribeiro acabou por não se concretizar.
Em 1987 gravou a solo o single "É Hoje Agora" para a campanha das eleições legislativas do PS. Em 1989 colaborou no tema "Epilogo (Desafio da Primavera)" do grupo A Junção.[carece de fontes?]
As constantes mudanças na formação dos UHF levavam a que todos se interrogassem quando ele iria enveredar por uma carreira a solo mas o primeiro álbum a solo, "Pálidos Olhos Azuis", apenas surgiu em 1992 através da BMG que também editava o grupo. A canção "Hi John", dedicada a John Lennon, integrará mais tarde uma colectânea (pirata) editada na Rússia para o clube de fãs do fundador dos Beatles.
O programa "Idade da Inocência", da Rádio Comercial, convidou António Manuel Ribeiro, Miguel Ângelo, Viviane e José Cid a gravarem inéditos de Natal em 1994. O poema "Podia Ser Natal" de António M. Ribeiro é publicado no jornal Público, em dezembro de 1994, a convite do jornalista Luís Maio.
Em 1995 grava o inédito "Podia Ser Natal", com Miguel Ângelo, para a compilação Espanta Espíritos.[carece de fontes?]
Em 1998 decidiu fundar a própria editora da banda, a AM.RA Discos. Na SPA assumiu o cargo de "Director para a Música Ligeira" entre 1994 e 2000, a convite de Luís Francisco Rebello, dedicando-se ao estudo das várias componentes do direito de autor.
O álbum "Sierra Maestra", o segundo álbum a solo, apenas foi editado em 2000. Com Lena d'Água, Carlos Guilherme e Salomé Martins participou no programa "Parque Maior" da RTP que contava com a direção de orquestra de José Marinho. Em 2002 foi editado o livro Todas as Faces de Um Rosto
Em 2003 lançou o livro de poesia Se o Amor Fosse Azul que Faríamos Nós da Noite? Em 2003 gravou a canção Somos Nós Quem Vai Ganhar que foi o hino da seleção nacional de Sub-17 que disputou o campeonato da Europa, realizado entre 7 e 17 de maio nos distritos de Viseu e Vila Real. Para o autor: "A preocupação de exaltar sem corromper e incitar o primarismo" é a máxima do texto da canção, para depois concluir "podemos ser bons, apenas, e sagramo-nos campeões da Europa", como veio a acontecer.
Em 2005 foi publicada a antologia Cavalos de Corrida — A poética dos UHF. Em 2006 é editado o livro de poesia O Momento a Seguir.
Em junho de 2013 juntou-se a José Jorge Letria e Samuel para o projeto "A Praça das Canções" onde interpretavam canções da sua autoria e de outros nomes como José Afonso, Adriano Correia de Oliveira e outros autores e intérpretes. Em 2014 foi nomeado Embaixador do Direito do Autor.
Em 2015 lança o livro Por Detrás do Pano — 35 histórias contadas na rádio & outras confissões que inclui uma viagem cronológica pelos bastidores dos UHF e pela história do rock português.
Musicou os 44 poemas épicos da "Mensagem", de Fernando Pessoa, para um futuro trabalho dos UHF. Também trabalha na edição de uma antologia da sua poesia.
Revela em 2016,à revista Blitz, que tem planos para dois discos: um disco infantil que já começou a gravar e outro com versões de temas que gosta de tocar sozinho como "The One I Love", dos R.E.M., ou "Dancing Barefoot", da Patti Smith.
Em janeiro de 2017 atuou a solo, no Cineteatro D. João V, na Damaia, com o espetáculo "Há Sempre Uma História" com as canções que guarda "junto à alma, recriações e alguns inéditos". Canta também alguns temas para crianças incluindo duas do prometido disco infantil. Ainda em 2017 foi reeditado o disco "Pálidos Olhos Azuis” celebrando assim o 25.º aniversário sobre a primeira edição. O disco foi remasterizado pelo técnico Rui Dias e tem uma nova capa com uma fotografia da sessão original com o fotógrafo Kenton Thatcher e inclui três canções inéditas: “Nevoeiro”, sobre poema de Fernando Pessoa, "Ela (como ninguém)" e "Fazes-me Falta".
Em 2021, por ocasião das eleições autárquicas, foi convidado a escrever, compor e produzir o hino de campanha da candidatura da sua mulher, Maria das Dores Meira, para a Câmara de Almada, tendo como título "Somos de Almada":

## Pela estrada fora

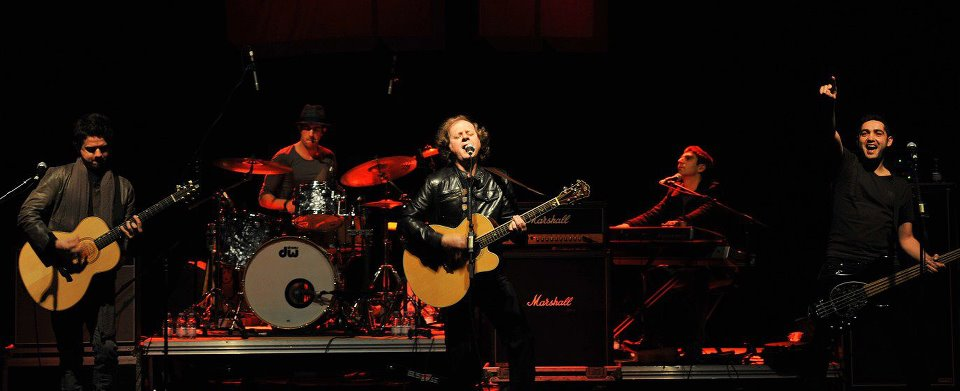
António Manuel Ribeiro com os UHF.

Os UHF são hoje, claramente, a marca de António Manuel Ribeiro que, depois de três décadas de estrada, tem o mérito de ter construído um público que, por vezes, parece ser só seu. No arranque da carreira, no entanto, foi com Carlos Peres, Renato Gomes e Américo Manuel que Ribeiro construiu a cumplicidade que lhe permitiu embarcar com determinação numa aventura única: "Eu escolhi a estrada certa / Rumo ao norte rumo ao sul / O que vale, vale a pena / Sou do rock, sou do blues", uma canção autobiográfica do álbum La Pop End Rock (2003). António Manuel Ribeiro é conhecido por utilizar Spoken word nas canções e poesias improvisadas enquanto a banda toca ao vivo. Autor da grande maioria das canções, é um vocalistas icónico e dos mais carismáticos do rock em Portugal.
Vida Pessoal
Duas vezes divorciado, é pai do António (guitarrista dos UHF), da Barbara (psicóloga) e da Carolina (designer de moda).
Atualmente é casado com Maria das Dores Meira, ex-Presidente da Câmara Municipal de Setúbal. 

## Livros
- Todas as Faces de Um Rosto (poesia) [27] — Primeira aventura literária, onde as notas de viagem, a poesia e as canções escolhidas se interligam; «Livro prometido há muito, a mim e ao meu público. Pedi emprestado um tempo à música. Tinha que ser assim», segundo as palavras do autor.[28] Editado em 2002 pela Garrido Editores.[29]
- Se o amor fosse azul que faríamos nós da noite? (poesia)[30] — Primeiro livro de poemas originais. Editado em 2003 pela Garrido Editores.[31]
- Cavalos de Corrida — A poética dos UHF (Antologia)[32] — Antologia de todos os poemas que a banda UHF e o próprio autor a solo gravaram entre 1979 e 2005. Editado em 2005 pela Sete Caminhos.[33]
  - O Momento a Seguir (poesia) [34] — Segundo livro de poemas originais, em que verificamos a projecção de uma escrita do autor há muito reconhecida nas suas canções de combate. Editado em 2006 pela Sete Caminhos.[35]
  - Por Detrás do Pano — 35 histórias contadas na rádio & outras confissões(crónicas) Editado em dezembro de 2014 Chiado Books.
  - És Meu, disse Ela. Baseado no caso de perseguição de que foi vítima. Livro editado em 2018 pela Guerra & Paz.

## Discografia

### A solo
- "É Hoje — Agora" (Single 1987)
- Pálidos Olhos Azuis (Álbum 1992)
- Sierra Maestra (Álbum 2000)
- Somos Nós Quem Vai Ganhar (Extended play 2003)

### Colaborações
- Abbacadabra (Conto Musical 1984) — Personagem "Principezinho"[36]
- Espanta Espíritos (Compilação 1995) — Canção "Podia Ser Natal" em dueto com Miguel Ângelo [carece de fontes?]